# 711

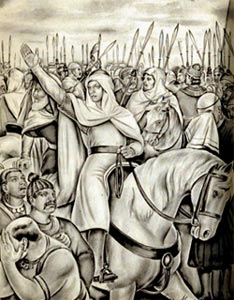
Muhammad ibn al-Qasim begroet zijn troepen, geïdealiseerde voorstelling

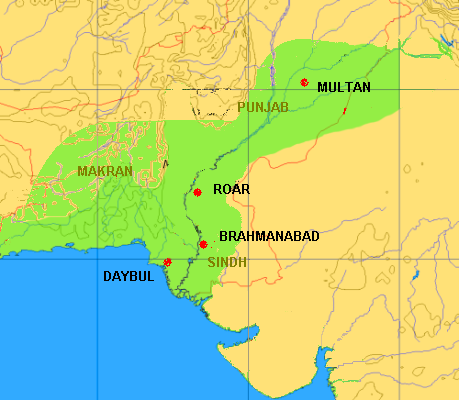
Qasims veldtocht in het noorden van India

Het jaar 711 is het 11e jaar in de 8e eeuw volgens de christelijke jaartelling.

## Gebeurtenissen

### Byzantijnse Rijk
- Philippikos zet de lokale bewoners van Chersonesos, met steun van de Khazaren, aan tot revolutie. Hij verschijnt met een leger voor de stadsmuren van Constantinopel en wordt binnengelaten. Keizer Justinianus II weet te vluchten, maar wordt later gearresteerd. Hij wordt geëxecuteerd en zijn hoofd wordt in Ravenna en Rome tentoongesteld. Hiermee komt er een eind aan de dynastie van de Heracliden die sinds 610 geregeerd hebben.
- Philippikos bestijgt de troon als keizer van het Byzantijnse Rijk. Tijdens zijn bewind komt hij in conflict met de Rooms-Katholieke Kerk, paus Constantinus I erkent hem niet en betitelt Philippikos als een 'ketterse' keizer.

### Europa
- Koning Childebert III overlijdt na een regeerperiode van 16 jaar en wordt opgevolgd door zijn zoon Dagobert III. Vanwege de jeugdige leeftijd wordt Pepijn van Herstal, hofmeier ("eerste minister") van Austrasië, benoemd tot regent en bestuurt officieel het Frankische Rijk.
- Pepijn van Herstal sluit een vredesverdrag met de Friese koning Radboud. Ter bezegeling van de nieuwe verhoudingen trouwt zijn zoon Grimoald II met Theudesinda, dochter van Radboud. Het huwelijk wordt voltrokken door Willibrord, aartsbisschop van de Friezen.

- rond april - Een Arabisch expeditieleger (7.000 man) onder aanvoering van Tariq ibn Zijad steekt de Straat van Gibraltar (Jabal Tariq = Berg van Tariq) over en valt Visigotisch Spanje binnen. Begin van de verovering van het Iberisch schiereiland (Al-Andalus) en gedwongen islamisering door de Omajjaden. Belastingen voor niet-Arabieren worden verhoogd en lijfstraffen strenger.
- 19 juli - Slag bij Guadalete: Het Visigotische leger (33.000 man) onder leiding van koning Roderik wordt door de Arabieren verslagen. Roderik verdrinkt in de rivier de Guadalete, dit betekent het einde van het Visigotische Rijk. Tariq ibn Zijad en zijn mannen nemen snel Córdoba en de hoofdstad Toledo in.

### Arabische Rijk
- Muhammad ibn al-Qasim valt met een Arabisch expeditieleger (16.000 man), waaronder vijf katapulten de Punjab (noorden van India) binnen. Bij de rivier de Indus verslaat hij de lokale opstandelingen en verovert na een belegering de stad Multan (Pakistan). De provincie Sindh wordt bij het Omajjaden-kalifaat ingelijfd.
- Kalief Al-Walid I geeft opdracht tot de bouw van Quseir Amra (Jordanië), een islamitisch badhuis wat deel uitmaakt van een jachtslot.

### Meso-Amerika
- 30 augustus - K'inich K'an Joy Chitam II van Palenque (Mexico) wordt gevangengenomen door de rivaliserende stadstaat Toniná. Hiermee wordt zijn regering sinds 702 abrupt beëindigd.
- Tikal onderwerpt haar aartsrivaal Calakmul. Door de onderlinge oorlogen worden de grondstoffen van de landbouw verwaarloosd en raakt de Mayacultuur in verval. (waarschijnlijke datum).

## Geboren
- Malik ibn Anas, stichter van de Maliki school (overleden 795)
- Su Zong, keizer van het Chinese Keizerrijk (overleden 762)

## Overleden
- 19 juli - Roderik, koning van de Visigoten
- Childebert III, koning van de Franken
- Justinianus II, keizer van het Byzantijnse Rijk